# Делятинська селищна територіальна громада
Деля́тинська се́лищна територіа́льна грома́да — територіальна громада в Україні, в Надвірнянському районі Івано-Франківської області. Адміністративний центр — селище Делятин.
Площа громади — 206.9 км², населення — 21 451 мешканців (2021).

## Географічне розташування
Громада, центр селищної Ради, розташоване на віддалі 13 км від м. Надвірна, і 50 км від м. Івано-Франківськ.
Через Делятинщину між Делятином і Заріччям протікає річка Прут, яка впадає в Дунай. Крім того, протікають річки Любіжня,Перемийська, Мала Річка, Ослава Чорна, Ославка, потік Чорнянка, струмки Водичний і Раковець.

## Історія
Утворена 17 серпня 2017 року шляхом об'єднання Делятинської селищної ради та Зарічанської, Чорноославської та Чорнопотоківської сільських рад Надвірнянського району.

## Пам'ятки
Серед пам'яток Делятинщини, слід виділити Делятинську ратушу, довкола неї знаходився ринок. Вона була частково пошкоджена снарядом чи міною в останні тижні війни на Прикарпатті (в липні 1944 року) червоноармійців з німцями та угорцями.
Існує перший у світі пам'ятник відомій українській поетесі Марійці Підгірянці на її батьківщині в Білих Ославах.

### Пам'ятки природи
- Кливський заказник — ботанічний заказник загальнодержавного значення.
- Малевський комплекс — геологічна пам'ятка природи.
- Водоспад Любіжнянський Гук
- Водоспад Любіжнянський Гук малий

## Релігійне життя
На території Делятинської громади функціонують близька п'ятнадцяти церковних організацій:
- Українська греко-католицька церква «Різдва Пресвятої Богородиці»
- Римо-католицька церква «Святого Франциска»
- Православна церква України «Святих апостолів Петра і Павла»
- Православна церква України «Трьох святителів»
- Українська греко-католицька церква «Покрови Пресвятої Богородиці»
- Православна церква України «Святої Покрови»
- Українська греко-католицька церква «Непорочного Зачаття Пречистої Діви Марії»
- Українська греко-католицька церква «Різдва пророка, Предтечі і Хрестителя Господнього Івана»
- Православна церква України «Святого великомученика Дмитрія Мироточця»
- Церква ЄХБ, пастор Василь Щерб'юк,
- Церква Християн (АСД) пастор Степан Бойко.
- Православна церква України «Архистратига Михаїла»
- Українська греко-католицька церква «Святих первоверховних апостолів Петра і Павла»
- Українська греко-католицька церква «Святого Василія»
- Православна церква України «Святого Василія Великого»

## Відомі люди

### Народилися
- Василь Турчиняк (1864—1939) — відомий своїми різьбярськими шедеврами, що прикрашають церкви і оселі району;
- Фредерик Паутч (1877—1950) — відомий польський художник;
- Марійка Підгірянка (1881—1963) — відома українська поетеса та освітянка;
- Дмитро Якиміщак (1888—1958) — учитель, адвокат, посол;
- Павло Вацик (1917—1958) —  майор УПА;
- Роман Панчук (1921—1947) — командир сотні УПА «Опришки»;
- Степан Мочерний (1943—2005) —  економіст, педагог, доктор економічних наук, професор;
- Михайло Гнатюк (нар. 1947) — філолог-україніст, історик та теоретик літератури, літературознавець, доктор філологічних наук, голова Міжнародної асоціації франкознавців;
- Іван Гаврилович (нар. 1952) — поет;
- Михайло Косило (нар. 1955) — педагог, краєзнавець, заслужений працівник освіти України;
- Василь Семенюк (нар. 1957) — український художник;
- Мирослав Бабчук  (нар. 1962) — український музикант.

### Проживали, працювали, померли
- Марко Черемшина — адвокат, письменник (у будинку, де він проживав у 1908—1912, створено літературно-меморіальний музей);
- Микола Лагодинський — адвокат, голова Української радикальної партії;
- Клапчук Михайло — історик, археолог, краєзнавець, діяч ОУН-УПА;
- Леся Верховинка — поетеса;
- Йосип Васьків — художник, графік;
- В. Чайковська-Садова — співачка;
- Софія Токар — співачка.

### Померли, поховані
- Григорій Голинський — четар УСС, поручник УГА, командир Гуцульської сотні УСС. Замучений НКВД. Останки знайшли в 1989 р. в Дем'яновому Лазі, перепоховали 25 лютого 1990 р.;
- Микола Лагодинський — адвокат, голова Української радикальної партії;
- Клапчук Михайло  — історик, археолог, краєзнавець, діяч ОУН-УПА;
- Гаркавенко Анатолій Олександрович «Морячок» — боєць підрозділу «ОУН» 93-ї ОМБр, загинув 30 січня 2016 року в районі шахти Бутовка Донецької області під час виконання бойового завдання.[2]

## Населені пункти
До складу громади входять одне селище Делятин і чотири села: Білі Ослави, Заріччя, Чорний Потік і Чорні Ослави.